# Nanxinxiang (sockenhuvudort i Kina, Jiangxi Sheng, lat 28,80, long 116,06)
Nanxinxiang är en sockenhuvudort i Kina. Den ligger i provinsen Jiangxi, i den sydöstra delen av landet, omkring 22 kilometer nordost om provinshuvudstaden Nanchang. Antalet invånare är 36 323. Befolkningen består av 17 622 kvinnor och 18 701 män. Barn under 15 år utgör 27,0 %, vuxna 15-64 år 61 %, och äldre över 65 år 10,0 %.
Runt Nanxinxiang är det tätbefolkat, med 476 invånare per kvadratkilometer. Närmaste större samhälle är Tangshanzhen, 15,0 km sydväst om Nanxinxiang. Trakten runt Nanxinxiang består till största delen av jordbruksmark.
Genomsnittlig årsnederbörd är 2 373 millimeter. Den regnigaste månaden är juni, med i genomsnitt 357 mm nederbörd, och den torraste är oktober, med 36 mm nederbörd.